# Los Cabos Open 2019
Los Cabos Open 2019, oficiálně Abierto Mexicano de Tenis Mifel presentado por Cinemex 2019,  byl tenisový turnaj pořádaný jako součást mužského okruhu ATP Tour, který se hrál na otevřených dvorcích s tvrdým povrchem v areálu Cabo del Mar. Konal se mezi 29. červencem až 4. srpnem 2019 v mexickém přímořském městě Cabo San Lucas jako čtvrtý ročník turnaje.
Turnaj s rozpočtem 858 565 dolarů patřil do kategorie ATP Tour 250. Nejvýše nasazeným hráčem ve dvouhře se stal desátý tenista světa a obhájce trofeje Fabio Fognini z Itálie, jenž vypadl ve čtvrtfinále s Taylorem Fritzem. Jako poslední přímý účastník do hlavní singlové soutěže nastoupil 115. hráč žebříčku Francouz Grégoire Barrère.
Třetí singlový titul na okruhu ATP Tour vybojoval Argentinec Diego Schwartzman. Deblovou soutěž ovládl monacký pár Romain Arneodo a Hugo Nys, jehož členové získali premiérové tituly na okruhu ATP Tour.

## Rozdělení bodů a finančních odměn

### Rozdělení bodů
| Soutěž  | vítězové | finalisté | semifinalisté | čtvrtfinalisté | 16 v kole | 32 v kole | Q  | Q2 | Q1 |
| ------- | -------- | --------- | ------------- | -------------- | --------- | --------- | -- | -- | -- |
| dvouhra | 250      | 150       | 90            | 45             | 20        | 0         | 12 | 6  | 0  |
| čtyřhra | 250      | 150       | 90            | 45             | 0         | —         | —  | —  | —  |

### Finanční odměny
| Soutěž                              | vítězové  | finalisté | semifinalisté | čtvrtfinalisté | 16 v kole | 32 v kole | Q2      | Q1      |
| ----------------------------------- | --------- | --------- | ------------- | -------------- | --------- | --------- | ------- | ------- |
| dvouhra                             | 131 430 $ | 71 065 $  | 39 250 $      | 22 305 $       | 12 825 $  | 7 680 $   | 3 715 $ | 1 860 $ |
| čtyřhra                             | 43 120 $  | 22 100 $  | 11 970 $      | 6 860 $        | 4 010 $   | —         | —       | —       |
| částka ve čtyřhře je uvedena na pár |           |           |               |                |           |           |         |         |

## Mužská dvouhra

### Nasazení
| Stát                             | Hráč              | ATP | Nasazení |
| -------------------------------- | ----------------- | --- | -------- |
| Itálie                           | Fabio Fognini     | 10. | 1.       |
| Argentina                        | Guido Pella       | 24. | 2.       |
| Argentina                        | Diego Schwartzman | 25. | 3.       |
| Francie                          | Lucas Pouille     | 27. | 4.       |
| USA                              | Taylor Fritz      | 32. | 5.       |
| Chile                            | Cristian Garín    | 37. | 6.       |
| Moldavsko                        | Radu Albot        | 42. | 7.       |
| Kazachstán                       | Michail Kukuškin  | 45. | 8.       |
| Žebříček ATP k 22. červenci 2019 |                   |     |          |

### Jiné formy účasti
Následující hráči obdrželi divokou kartu do hlavní soutěže:
- Lucas Gómez
- Thanasi Kokkinakis
- Guido Pella

Následující hráči nastoupili do hlavní soutěže pod žebříčkovou ochranou:
- Cedrik-Marcel Stebe
- Janko Tipsarević

Následující hráči postoupili z kvalifikace:
- Dominik Koepfer
- Kwon Sun-u
- Maxime Janvier
- Jason Jung

### Odhlášení
před zahájením turnaje
- Juan Martín del Potro → nahradil jej  Grégoire Barrère

## Mužská čtyřhra

### Nasazení
| Stát                                                                        | Hráč              | Stát      | Hráč               | ATP  | Nasazení |
| --------------------------------------------------------------------------- | ----------------- | --------- | ------------------ | ---- | -------- |
| Spojené království                                                          | Dominic Inglot    | USA       | Austin Krajicek    | 86.  | 1.       |
| Argentina                                                                   | Guido Pella       | Argentina | Diego Schwartzman  | 101. | 2.       |
| Mexiko                                                                      | Santiago González | Pákistán  | Ajsám Kúreší       | 111. | 3.       |
| Japonsko                                                                    | Ben McLachlan     | Austrálie | John-Patrick Smith | 122. | 4.       |
| Žebříček ATP k 22. červenci 2019; číslo je součtem umístění obou členů páru |                   |           |                    |      |          |

### Jiné formy účasti
Následující páry obdržely divokou kartu do hlavní soutěže:
- Hans Hach Verdugo /  Dennis Novikov
- Gerardo López Villaseñor /  Cameron Norrie

## Přehled finále

### Mužská dvouhra
- Diego Schwartzman vs.  Taylor Fritz, 7–6(8–6), 6–3

### Mužská čtyřhra
- Romain Arneodo /  Hugo Nys vs.  Dominic Inglot /  Austin Krajicek, 7–5, 5–7, [16–14]